# Повстанческое движение в Латвии
Повстанческое движение в Латвии (латыш. Latvijas nacionālie partizāni) — борьба латвийских партизан против советской власти, за воссоздание независимой Латвийской республики. Такие отряды назывались «лесные братья» (латыш. meža brāļi), поскольку скрывались, как правило, в лесах.

## Предыстория
Подготовка к партизанским действиям в Курляндии началась ещё во время немецкой оккупации, но тогдашние лидеры национально-освободительного движения были арестованы нацистской властью. Регулярные военные подразделения начали формироваться в последние месяцы войны. Их ряды пополнялись прежде всего за счёт солдат Латышского добровольческого легиона СС, а также гражданских лиц.
После того как группа армий «Курляндия» попала в котёл, последние немецкие войска оборонялись в Латвии до подписания Акта о капитуляции. В мае 1945 года около 4000 солдат Латвийского Легиона бежали в леса. В то время большое количество литовских, латвийских и эстонских солдат и некоторая часть немцев избежали ареста и начали бороться (под общим названием «лесных братьев») с советской властью в сельской местности, в течение многих лет после войны. Другие, такие как Альфонс Ребане и Альфредс Риекстиньш, бежали в Великобританию и Швецию и участвовали в разведывательных операциях союзников, тем самым помогая партизанам.
Количество участников движения сопротивления увеличилось также за попытки ввести воинскую повинность сразу после войны. Широко распространённое преследование семей призывников подтолкнуло юношей уклоняться от воинской обязанности и присоединиться к партизанам. Также имело место и дезертирство, дезертиры часто убегали вооружёнными.

## Военные действия
Конфликт между советскими вооруженными силами и латвийскими партизанами длился более 10 лет и унес не менее 1000 жизней. Однако, такие выводы не являются окончательными, поскольку точное количество погибших не установлено. По оценкам Ромуальда Мисюнаса и Рейна Таагепера, в конфликте погибло около 10-15 тыс. человек.
В пик своей активности сопротивления количество партизан достигала 15 тыс. бойцов, в то время как общее количество участников сопротивления в Латвии достигала 40 тысяч. Андрейс Плаканс в своей книге The Latvians: A Short History (Латыши. Краткая история) доказывает, что на протяжении 1945—1955 годов против советской власти боролись 12 тыс. человек, объединённые в 700 отрядов, хотя пока окончательное число партизан до сих пор неизвестно.
Партизанскими организациями, которые пытались объединить и координировать силы сопротивления, были Латвийская национальная партизанская ассоциация в Видземе и Латгалии, Северокурляндская партизанская организация, Латвийская национальная партизанская организация в Курляндии (латыш. Latvijas Nacionālo partizānu organizācija), Ассоциация латвийских защитников отечества в Латгалии и «Соколы Отечества» в Южной Курляндии. До 1947 года на ул. Матиса в Риге располагалось Центральное командование латвийских партизанских организаций.
Одной из крупнейших была организация «Лесные кошки», которая в 1944-1947 годах совершала диверсионно-террористические акты на территории Латвии, убивала советских активистов и сочувствовавших советской власти.
Партизаны провели около 3000 рейдов, в ходе которых разрушались властные здания, склады с боеприпасами, а также осуществлялась ликвидация советских военных и партийных кадров (особенно в сельской местности). Советская власть официально сообщила, что в течение вооруженного конфликта с партизанами были убиты 1562 человек из личного состава Красной армии и НКВД, а 560 — ранены.
Латвийские партизаны действовали активно в приграничных районах, жили в основном в лесах, в специальных бункерах или палаточных лагерях. В лесах партизаны строили землянки, прятали оружие, печатные машины для издания листовок и подпольных газет, одной из самых известных таких газет является «Серебряное солнце» (латыш. Sudrabotā saule). Часто такие бункеры располагались у хуторов. Партизаны в основном носили форму латвийской армии, вермахта и войск СС. Но через некоторое время они начали сочетать её с различными элементами гражданской одежды. Вооружение партизан было преимущественно немецким. Отряды и группы имели собственную радиосвязь, систему шифров и кодов. К территориям, где они действовали активно, относились Абренский уезд, Илуксте, Дундага, Лубана, Алоя, Смилтене, Рауна и Ливаны. На севере Латвии они имели прочные связи с эстонскими лесными братьями. Также латвийские национальные партизаны заходили в приграничные районы Псковской области (до 1944 года входившие в состав Латвии), где нападали на сельсоветы и отделения милиции.
В 1944—1945 годах войсками НКВД были разбиты 9 отрядов партизан. При этом были убиты 16 человек, захвачен в плен 68 человек, а 31 — сдались.

## Сотрудничество с западными спецслужбами
Страны Запада, в основном, не оказывали большой поддержки латвийским партизанам. Большинство агентов (около 25), отправленных МИ6, ЦРУ и шведскими спецслужбами в течение 1945—1954 годов, были арестованы КГБ и не смогли наладить контакт с партизанами. И без того слабая поддержка значительно уменьшилась после неудачной операции «Джунгли», в результате которой МИ-6 серьёзно скомпрометировали из-за деятельности советских шпионов (Ким Филби и другие), которые предоставляли советскому правительству информацию, которая касалась также и латвийских партизан. Эта информация помогла КГБ разорвать все контакты западных спецслужб и повстанцев.

## Окончательное подавление движения
Чтобы уничтожить основные базы поддержки партизанского движения, советская власть в марте 1949 года депортировали около 90 тыс. литовцев, латышей и эстонцев в отдалённые регионы СССР. Эта депортация получила кодовое название операция «Прибой». Уже в начале 1950-х годов движение сопротивления было почти подавлено.
Антисоветская партизанская война в Латвии продолжалась до 1956 года. На стороне сил госбезопасности СССР выступали латвийские истребительные батальоны. За это время через отряды латвийских национальных партизан прошло около 20 000 человек. В более чем 3000 боях в общем количестве погибло 2442 партизана, 7342 было взято в плен, а 4293 лично явились с повинной. За пределы Латвийской ССР на поселение в Сибирь и в районы Крайнего Севера России было выслано 57 тысяч человек.
Последним известным лесным братом в Латвии является Янис Пинупс, который снова стал гражданином уже независимой Латвии только 9 мая 1995 года. Он отправился в лес в 1944 году в качестве члена организации сопротивления «Не служи оккупационной армии». У Яниса Пинупса никогда не было советского паспорта, и в СССР он пребывал нелегально. Его укрытие находилось в лесу в Пелечской волости Прейльского района.